# Luísa Duarte Silva Teotónio Pereira
Luísa Duarte Silva Teotónio Pereira (kurz: Luísa Teotónio Pereira) ist eine portugiesische Feministin und Aktivistin für Osttimor.

## Hintergrund
Pereira ist die ehemalige Direktorin des Centro de Cultura e Intervenção Feminista CCIF/UMAR. Außerdem ist sie Direktorin des Global Education Network Europe GENE und war von 2015 bis 2017 Mitglied des Direktoriums des antikolonialen Centro de Intervenção para o Desenvolvimento Amílcar Cabral CIDAC, das sich durch Entwicklungszusammenarbeit für die „Solidarität zwischen den Völkern“ einsetzt, und dem sie seit der Gründung angehört. Pereira leitete ab 1983 die im Juni 1980 gegründete portugiesische Comissão de Direitos de Povo Maubere CDPM, die es sich zur Aufgabe gemacht hatte, das von Indonesien seit 1975 besetzte Osttimor zu unterstützen. Die CDPM diente in den 1980er-Jahren als bevorzugte Informationsplattform für Nachrichten über die Situation in der ehemaligen portugiesischen Kolonie an internationale Foren, wie die Vereinten Nationen mit ihren Agenturen und Menschenrechtsorganisationen, zu bringen. Zweimal im Jahr reiste Pereira nach Genf, um Osttimor bei den Vereinten Nationen im Gespräch zu halten. Unter anderem verwendete die portugiesische Regierung bei ihren Verhandlungen mit Indonesien zu Osttimor, unter Aufsicht der Vereinten Nationen, eine Liste osttimoresischer politischer Gefangene, die sie von der CDPM erhalten hatte. Die offizielle Liste der Indonesier war deutlich weniger detailliert. Bereits 1979 hatte Pereira in Lissabon die erste internationale Konferenz zu Osttimor organisiert.
1999 zogen die Indonesier nach dem erfolgreichen Unabhängigkeitsreferendum in Osttimor und der Übernahme der Kontrolle durch die Vereinten Nationen ab. Osttimor wurde am 20. Mai 2002 in die Unabhängigkeit entlassen. Die CDPM stellte daher am 4. Mai 2002 ihre Arbeit ein.

## Familie
Luísa ist die Tochter des Architekten Teotónio Pereira.

## Auszeichnungen
Am 7. März 1997 wurde Pereira der portugiesische Orden des Infanten Dom Henrique (Großoffizier) verliehen. 2015 erhielt sie von Osttimors Präsidenten Taur Matan Ruak die Medal des Ordem de Timor-Leste. Die Verleihung fand am 20. Mai 2015 zum 13. Unabhängigkeitstag Osttimors statt.